# Transfermarkt.de
transfermarkt.de (Eigenschreibweise auch TM.de) ist eine deutsche Website zum Thema Sport. Im April 2020 war transfermarkt.de, nach dem Onlineauftritt vom Kicker, das größte Portal in Deutschland mit dem Schwerpunkt Fußball. Im selben Monat war die Website laut der Informationsgemeinschaft zur Feststellung der Verbreitung von Werbeträgern (IVW) auf Position 39 der am häufigsten besuchten Internetauftritte in Deutschland (bei etwa 44 Millionen Besuchern). Betrieben wird die Website von der Transfermarkt GmbH & Co. KG mit Sitz in Hamburg-Wandsbek.
Für den Frauenfußball wird die Schwester-Plattform soccerdonna.de betrieben.

## Geschichte
Der Webauftritt wurde im Mai 2000 von Matthias Seidel gegründet. Im September 2001 wurde die Datenbank, welche die Daten um Spieler, Trainer und Wettbewerbe umfasst, eingeführt. Diese Datenbank wurde von der Online-Community des Portals aufgebaut und wird bis heute von ihr gepflegt und erweitert. Im Februar 2014 umfasste diese Datenbank über 300.000 Fußballspieler, 33.000 Trainer und rund 330 verschiedene Wettbewerbe. Die internationalen Auftritte transfermarkt.at und transfermarkt.ch starteten im November 2007 bzw. Januar 2008. Im September 2008 verkaufte Seidel 51 Prozent der Website und damit auch der von der Community unentgeltlich erstellten Datenbank, für einen kolportierten einstelligen Millionenbetrag an die Axel Springer SE. Weitere fünf Prozent hält die österreichische Agentur e-quadrat, die auch für die Vermarktung der Transfermarkt-Versionen aus Österreich und der Schweiz zuständig ist. Der bisherige Alleininhaber Seidel behielt 44 Prozent der Anteile. Ab Januar 2009 folgte die englischsprachige Version transfermarkt.co.uk und kurz danach im Februar des Jahres transfermarkt.tv, zu dem regelmäßig Profis eingeladen werden, Interviews geführt werden und über Fußballpartien diskutiert wird. Schließlich folgte im Juli 2010 die italienische Version transfermarkt.it. Im August folgte die Frauenfußball-Plattform soccerdonna.de, die dem Datenbank- und Forenaufbau Transfermarkts in verkleinerter Weise ähnelt. Zwei Monate später wurde die türkische Version transfermarkt.com.tr online gestellt. Außerdem rief Matthias Seidel im November die Ergebnisdienstseite ligalivedabei.de ins Leben, auf der Fußballspiele weltweit im Liveticker verfolgt werden können.
Im September 2012 übernahm Transfermarkt das Webportal WahreTabelle, das Schiedsrichter-Fehlentscheidungen analysiert und auf Basis von selbst erstellten Kriterien eine fiktive Bundesliga-Tabelle erstellt. Im Oktober des gleichen Jahres ging die polnische Version transfermarkt.pl online, gefolgt von der spanischen Version transfermarkt.es im Januar 2013. Im gleichen Monat war Transfermarkt mit 33,7 Millionen Visits erstmals die bestbesuchte deutsche Sportseite. Seit Ende März 2013 wird eine Smartphone-Applikation angeboten, die zuerst nur für das Apple-Betriebssystem iOS verfügbar war, inzwischen auch für auf Android und Windows Phone basierende Endgeräte erschienen ist. Im Februar 2014 startete das niederländische Format transfermarkt.nl sowie am 1. April 2014 das portugiesische Portal transfermarkt.pt. Am 1. Februar 2019 startete das russische Format transfermarkt.ru, welches sich auf den gesamten russischsprachigen Raum konzentriert. Am 15. Juli 2024 übernahm Transfermarkt das Hamburger Amateur Portal FussiFreunde welches am 1. August 2024 in die Webseite Transfermarkt.de integriert wurde.

## Inhalte
transfermarkt.de veröffentlicht insbesondere Nachrichten zu Spielertransfers der internationalen Fußballligen und stellt Informationen über die Vereinshistorie, Einsätze und Leistungsdaten sowie den sogenannten Marktwert einzelner Spieler bereit. Die veröffentlichten Marktwerte von Fußballspielern sind dabei reine Schätzwerte, die sich aus der Meinung der Online-Community des Portals ergeben und auf den öffentlich verfügbaren Informationen über den jeweiligen Spieler beruhen. Diese werden mit der Transfermarkt-Geschäftsführung abgestimmt und publiziert. Zu dieser Community zählen die User des Portals sowie Moderatoren und Informations-Scouts. Die Betreiber geben an, dass versuchte Einflussnahme, etwa von Spielerberatern, auf die Marktwerte nicht zugelassen werde, dennoch ist die Seriosität und Neutralität der Angaben umstritten. So wurden etwa die Daten des gesamten Bereichs Osteuropa im Jahr 2009 nur von 30 bis 40 Mitgliedern verifiziert. Obwohl insbesondere Publikationen des Verlags Axel Springer SE die Marktwerte häufig wie Fakten zitieren, handelt es sich um rein fiktive Werte, die vielfach auf unterschiedliche Einschätzungen der Community und Gerüchten beruhen. Wissenschaftliche Studien bescheinigen den Angaben jedoch eine gute Korrelation mit Vergleichsdaten und nutzen die Daten für Analysen. Wissenschaftler verglichen im Jahr 2012 die geschätzten Marktwerte mit den tatsächlich erzielten Ablösesummen der Spieler, die in diesem Jahr gewechselt waren, und konnten dabei einen Korrelationskoeffizienten von 0,93 feststellen.
Auf transfermarkt.de kann jeder Interessierte ein Benutzerkonto eröffnen, welches die Teilnahme an Diskussionen, der Tipprunde und weiteren Inhalten erlaubt. Zudem können registrierte User Korrekturen zu Spielberichten sowie Vereins- und Spielerprofilen abschicken, die dann von den Datenscouts kontrolliert werden.

## Begleitende Publikationen
Am 17. September 2009 erschien zum ersten Mal ein gedrucktes Saisonheft zur Fußball-Bundesliga-Saison 2009/2010. Mit dem Transfermarkt-WM-Heft 2010, dem Transfermarkt-EM-Heft 2012 und den Transfermarkt-Saisonheften 2010/2011, 2011/2012, 2012/2013 sowie 2013/2014 folgten sechs weitere Print-Publikationen. Zur Saison 2012/2013 erschien das Heft doppelt: einmal normal als Einzelheft im September 2012 und ein weiteres Mal in einer reduzierten Version ohne Inhalte zu den Regionalligen als Sport-Bild-Beilage im Oktober 2012. Seit der Saison 2013/2014 erscheint das Heft zur Bundesligasaison nicht mehr einzeln, sondern durch Kooperation im Bundle mit der Sport Bild, vor allem, um die Verfügbarkeit zu verbessern. Zur Fußball-Weltmeisterschaft 2014 erschien im April 2014 mit dem Transfermarkt-WM-Heft 2014 das insgesamt achte publizierte Heft. Im September 2014 wurde die nun mehr neunte Publikation, das Saisonheft zur Bundesliga-Saison 2014/15, publiziert. Im September 2015 erschien erneut ein Saisonheft zur Bundesliga-Saison 2015/16. Zur Fußball-Europameisterschaft 2016 erschien erstmals seit 2010 kein Heft zu einem großen Fußballturnier. Als Grund wurden organisatorische Gründe genannt. Zur Bundesliga-Saison 2016/17 ist im September 2016 wieder ein Saisonheft erschienen.

## Kritik am Relaunch 2014
Am 19. Mai 2014 fand ein Relaunch auf die sogenannte Version 4 statt. Im Verlauf dieses Updates gab es sowohl servertechnische als auch datenschutzrechtliche Probleme, da während einer unbestimmten Zeit private Daten für andere Nutzer sichtbar waren. Die Seite war 48 Stunden lang nur sehr beschränkt nutzbar; auf Facebook tobte ein Shitstorm, der durch unzureichende Kommunikation seitens der Betreiber verstärkt wurde. Größte Kritikpunkte der User waren einerseits das unübersichtliche, neue Design, andererseits die angeblich humorvoll gemeinte Art, mit welcher auf Kritiker bei Facebook reagiert wurde. In der Folge entschuldigte sich transfermarkt.de öffentlich für die Vorkommnisse und Probleme, die der Relaunch verursacht hatte.

## Sponsoring
Transfermarkt.de tritt auch als Sponsor des unterklassigen Hamburger Vereins Wandsbeker TSV Concordia auf. Vereinspräsident ist seit April 2015 der Transfermarkt.de-Gründer Matthias Seidel.